# Вианден (замок)
Замок Вианден (нем. Burg Vianden) — средневековый дворцово-замковый комплекс в Люксембурге в коммуне Вианден. Это один из крупнейших сохранившихся замков к западу от Рейна.

## История
Укрепления на месте нынешнего замка возникли во времена Античности. Весь современный комплекс построен на руинах старинного римского форта, который был возведён ещё в IV веке (в 360 году) и на протяжении последующих 90 лет служил важной военной базой римских легионеров. 

### Ранний период
Важные строительные работы по созданию мощной крепости на месте прежнего форта произошли в XI веке. Именно в это время появились прочные укрепления, сохранившиеся до наших времён, а также уникальная десятиугольная часовня. Замок избрали своей постоянной резиденцией графы фон Вианден, которые перенесли сюда свою резиденцию из Айфеля. На протяжении длительного времени этот род играл важную роль среди правителей земель лежащих между реками Рейн, Мозель и Мааc.
С 1417 года и вплоть до Великой Французской революции замок Вианден принадлежал представителям рода Ораниен-Нассау. 

### Новое время
В XVII веке замок был перестроен в роскошную резиденцию в стиле ренессанс. 
В годы Великой Французской революции замок был конфискован новыми властями Франции. Однако после реставрации Бурбонов в 1815 году комплекс Вианден был возвращён великому князю Виллему I Люксембургскому. Вскоре владелец решил продать замок с аукциона. В 1820 году мэр города Вианден Венцеслас Костер купил комплекс за 3200 гульденов (в это же время были проданы с аукциона замки Буршайд и Эш-Зауэр). Новый собственник решил распродать резиденцию на стройматериалы. С его ведома были распроданы медная кровля, свинцовые и железные фрагменты отделки, деревянные панели интерьера, а также двери и окна. И вскоре некогда респектабельный комплекс превратился в заброшенные и непригодные для проживания здания.

### XIX—XX века

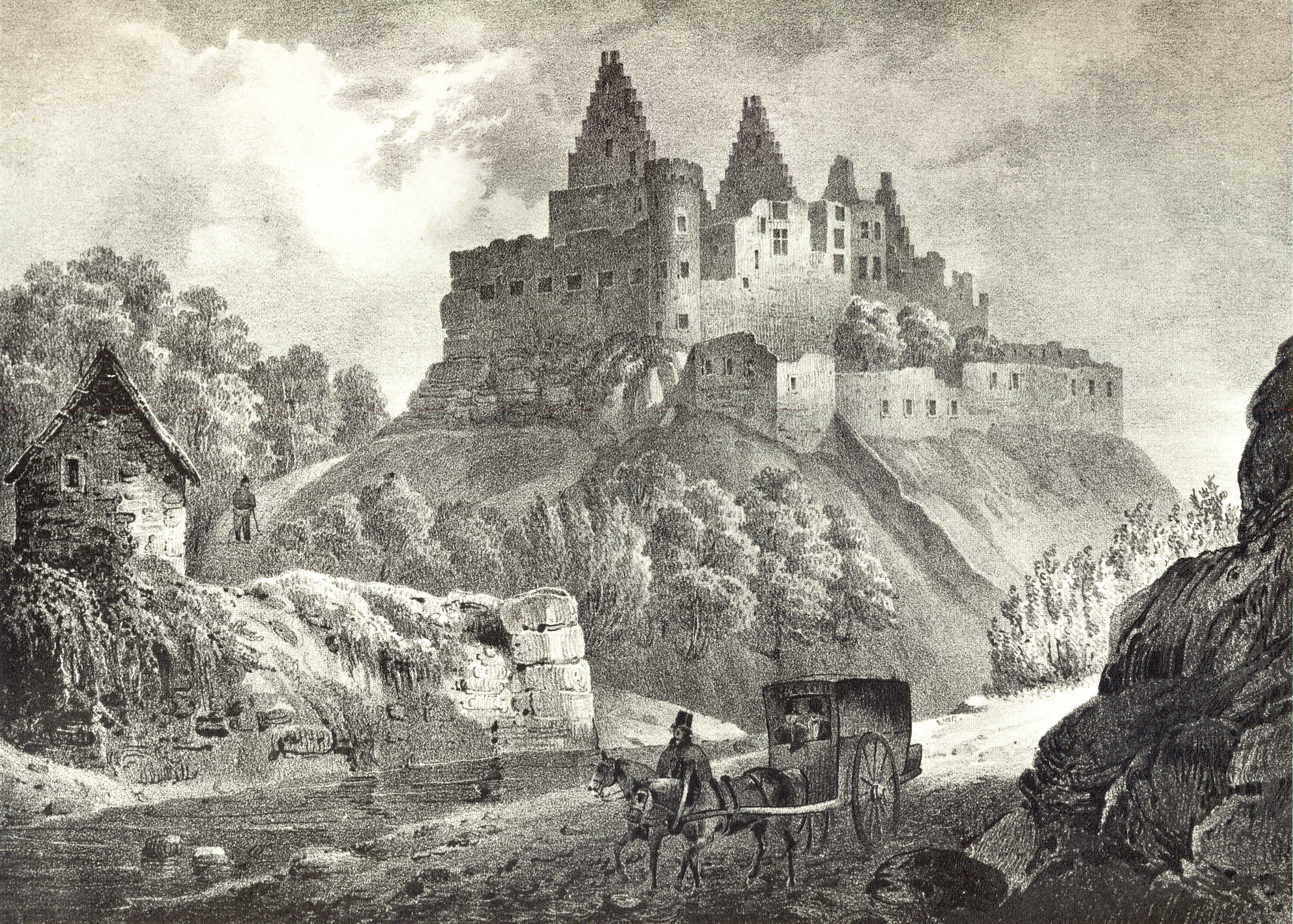
Руины замка на рисунке 1834 года

В 1890 году великий герцог Адольф Люксембургский решил вернуть Вианден в собственность семьи. Он выкупил пришедший в полный упадок и полуразрушенный замок за 1100 гульденов. Герцог намеревался восстановить прежнюю резиденцию. Однако из-за нехватки средств не сумел этого сделать. Замок остался в собственности герцогов Люксембурга, но продолжал медленно разрушаться. 
Замок был национализирован в 1977 году. С тех пор начались восстановительно-реставрационные работы. Финансирование происходило как за счёт Европейского союза, так и за счёт группы частных инвесторов, которые создали специальный фонд. При этом для контроля работ активно привлекались историки и археологи. Это было важно для сохранения Виандена в максимально аутентичном виде. Сам комплекс почти сразу был открыт для туристов. 
Поэтапный процесс восстановления занял продолжительное время. Но в целом в начале XXI века работы были завершены.

## Описание замка
Скалистый холм, на котором построен замок, лежит на высоте 310 метров над городом Вианден в долине реки Оур. Весь комплекс обнесён высокой сплошной стеной. По углам расположены оборонительные башни. 
Жилые комнаты, танцевальные залы и множество подсобных помещений расположены в основном здании резиденции. Длина резиденции составляет около 85 метров, в ширина — 30. Главное четырёхэтажное здание включало склад оружия, две кухни, встроенную часовню, просторную гостиную, столовую и большой рыцарский зал. Резиденция могла вместить до 500 человек.
В основную крепость можно было попасть, только преодолев сложную систему обороны и трое ворот. 
Чуть выше главной резиденции и небольшого внутреннего двора располагалась цитадель. Там имелась ещё одна часовня, зал приёмов, жилые помещения и старинная герцогская резиденция. 
В замке имеются большие подвальные помещения, созданные ещё в эпоху Каролингов. Частично эти комнаты выбиты прямо в скалах.

## Интересные факты
- В 2000 году замок стал местом для съёмок фильма «Тень вампира».
- В 1871 году Вианден посетил знаменитый французский писатель Виктор Гюго. Он записал: «В своём уникальном пейзаже, который способен поразить всю Европу, Вианден состоит из двух составляющих: тёмных и мрачных руин наверху и одновременно из удивительно веселых, приятных людей у подножия».

## Галерея

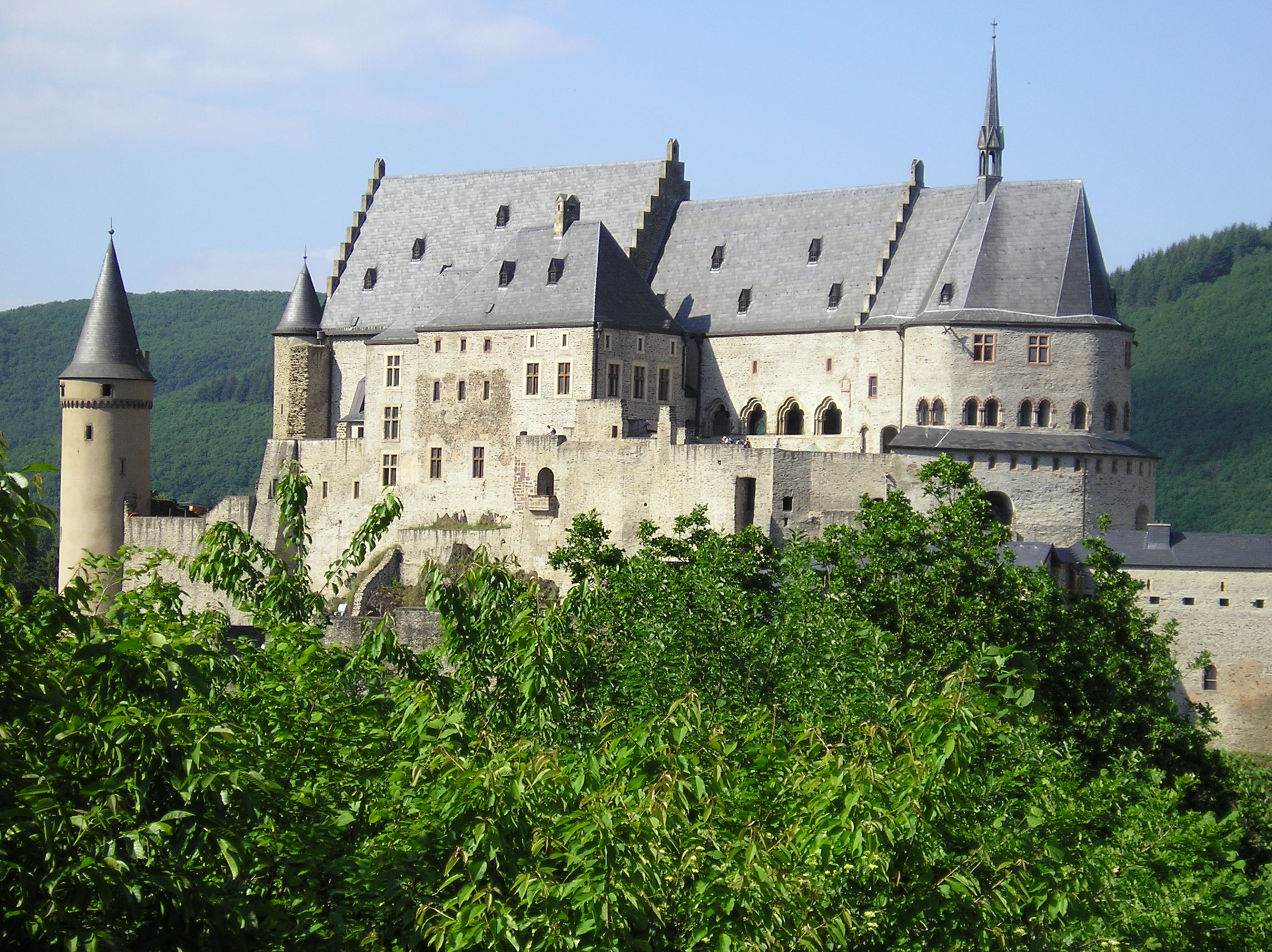
Вид замка с восточной стороны
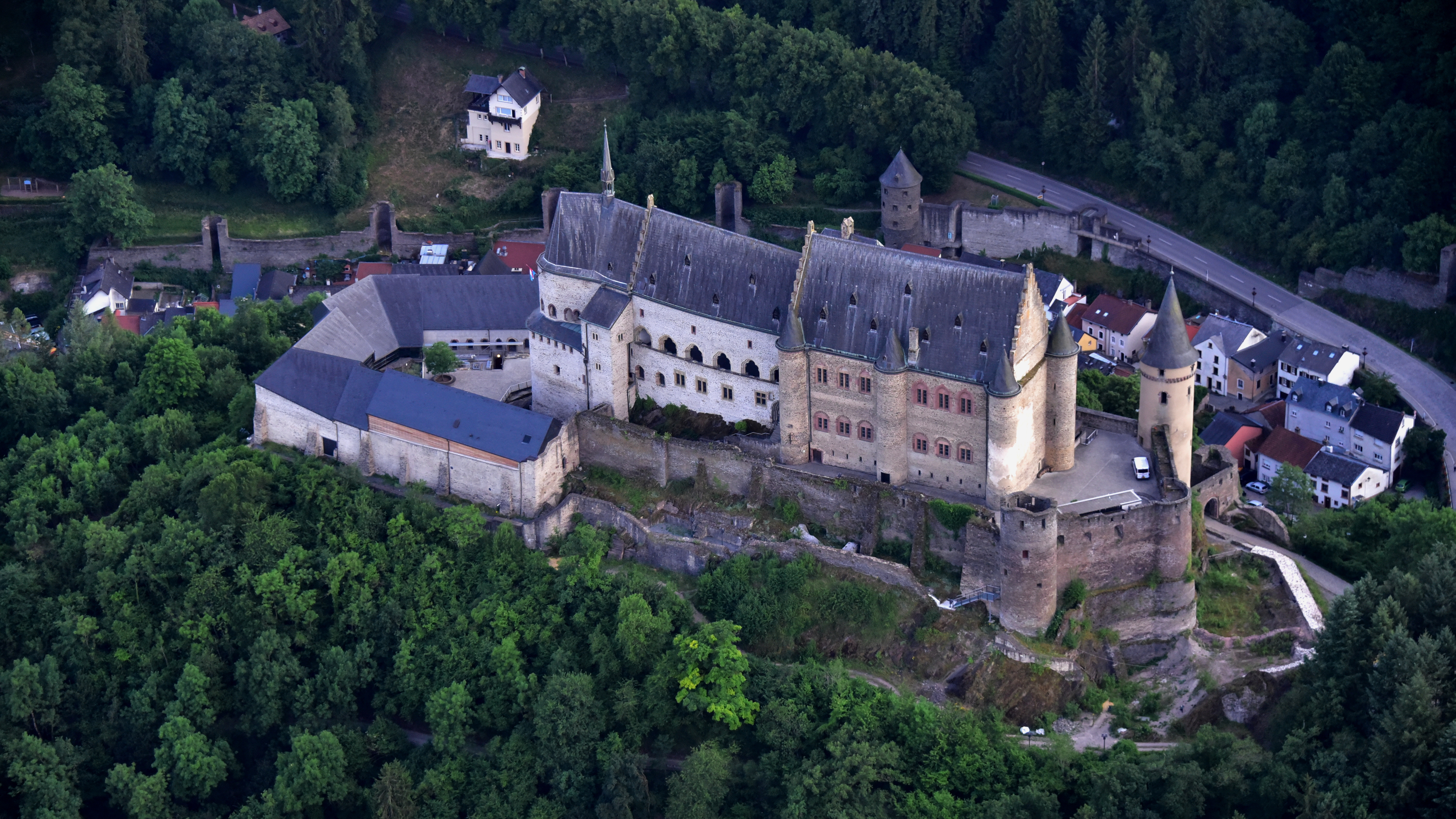
Вид замка с высоты птичьего полёта
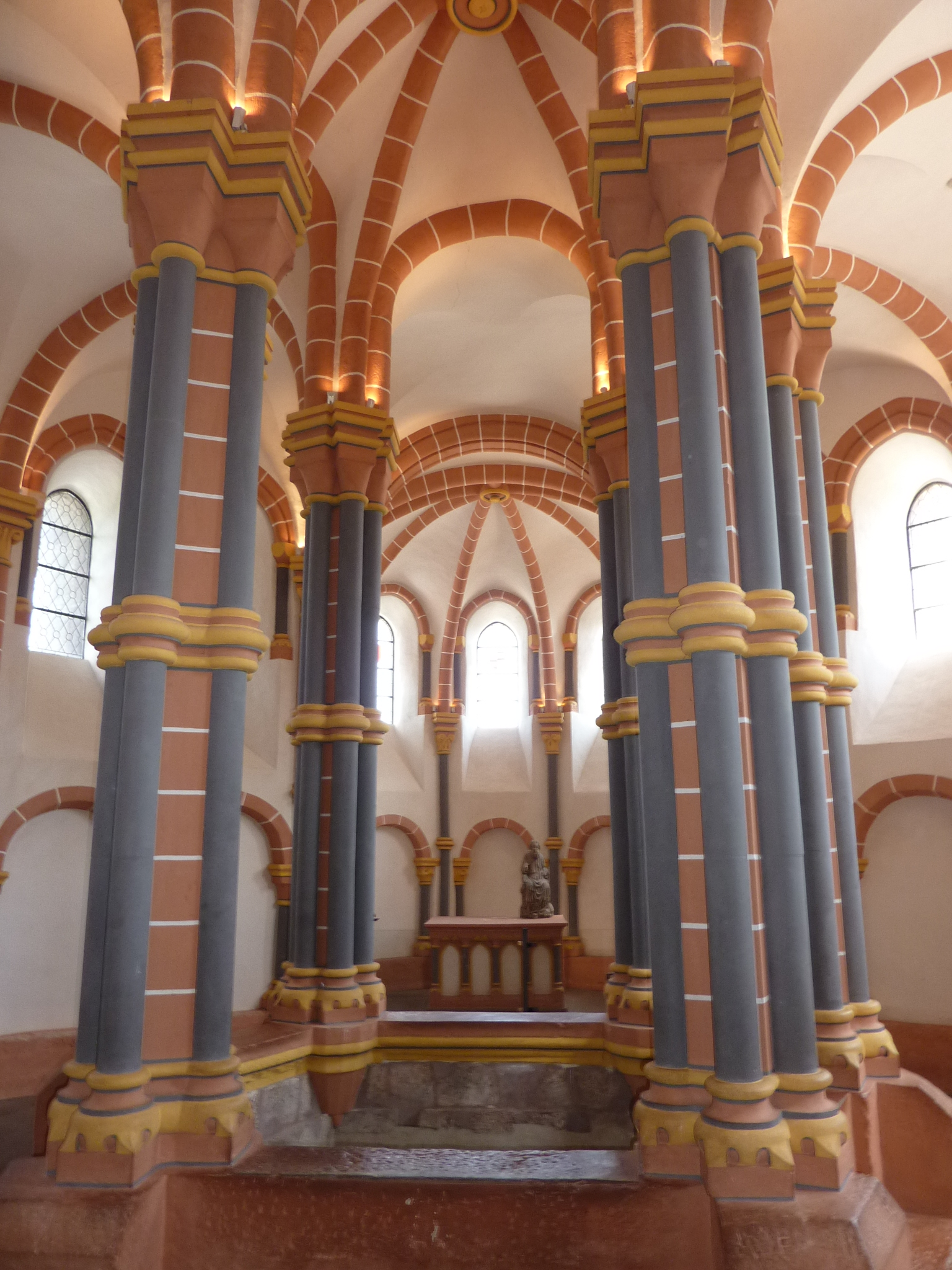
Внутри замковой капеллы
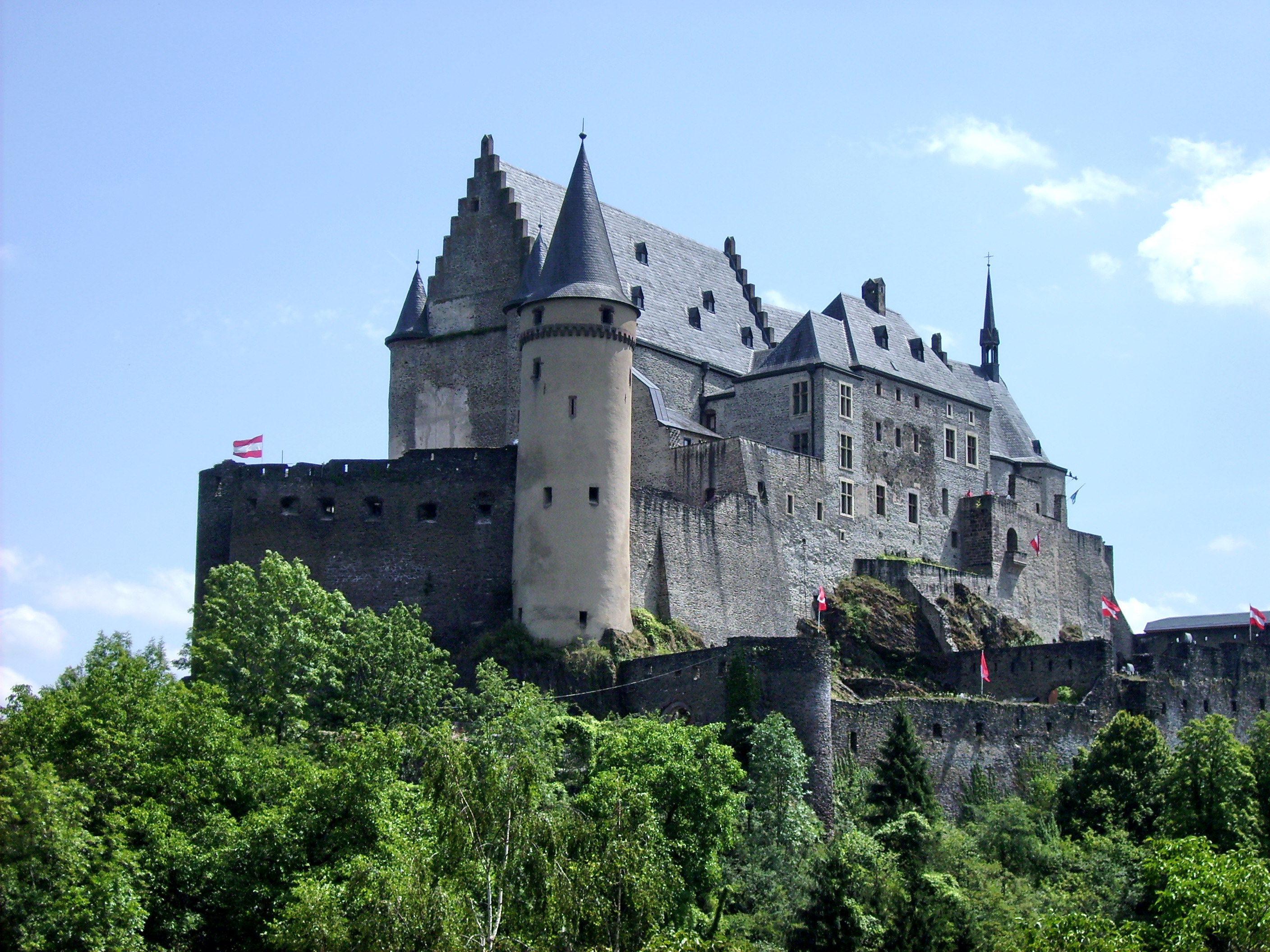
Вид замка снизу с северной стороны
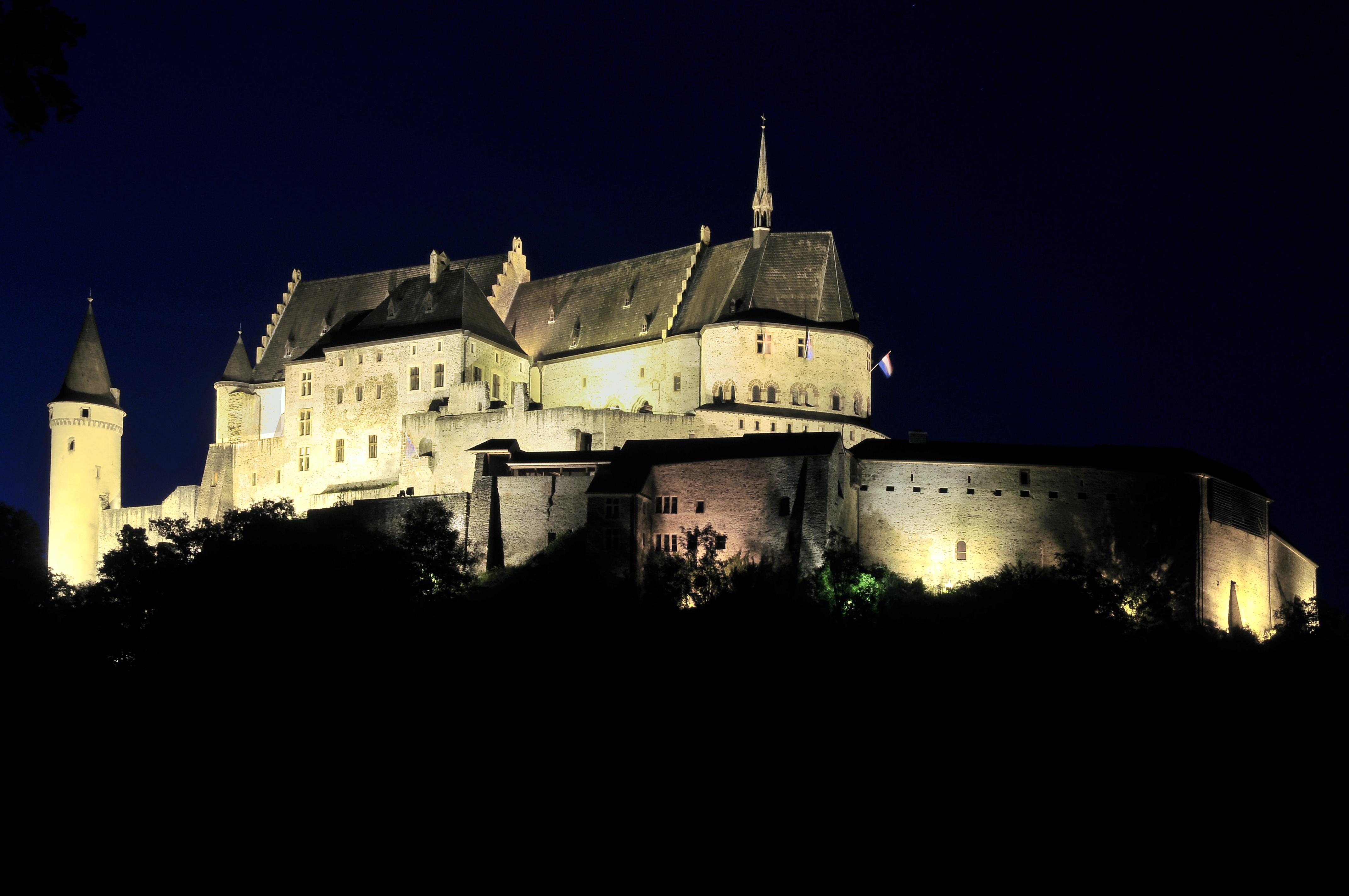
Ночная подсветка замка